# 54e Assemblée générale de l'Île-du-Prince-Édouard
La 54e Assemblée générale de l'Île-du-Prince-Édouard fut en séance du 6 juin 1978 au 27 mars 1979. Le Parti libéral dirigé par Alex Campbell forma le gouvernement. Bennett Campbell devint le premier ministre et le chef du parti en septembre 1978.
Russell Perry fut élu président.
Il y eut une session à la 54e Assemblée générale :
| Session | Début       | Fin             |
| ------- | ----------- | --------------- |
| 1re     | 6 juin 1978 | 12 juillet 1978 |

## Membres

### Kings
| Circonscription | Membre de l'assemblée | Membre de l'assemblée | Parti        | Conseiller | Conseiller           | Parti        |
| --------------- | --------------------- | --------------------- | ------------ | ---------- | -------------------- | ------------ |
| 1er Kings       |                       | Ross "Johnny" Young   | Libéral      |            | James Fay            | Libéral      |
| 2e Kings        |                       | Roddy B. Pratt        | Conservateur |            | Leo F. Rossiter      | Conservateur |
| 3e Kings        |                       | Bennett Campbell      | Libéral      |            | A. E. Bud Ings       | Libéral      |
| 4e Kings        |                       | Pat Binns             | Conservateur |            | John Elliot Williams | Conservateur |
| 5e Kings        |                       | Arthur J. MacDonald   | Libéral      |            | Lowell Johnston      | Conservateur |

### Prince
| Circonscription | Membre de l'assemblée | Membre de l'assemblée | Parti        | Conseiller | Conseiller           | Parti        |
| --------------- | --------------------- | --------------------- | ------------ | ---------- | -------------------- | ------------ |
| 1er Prince      |                       | Russell Perry         | Libéral      |            | Robert Campbell (en) | Libéral      |
| 2e Prince       |                       | George Henderson      | Libéral      |            | Allison Ellis        | Libéral      |
| 3e Prince       |                       | Léonce Bernard        | Libéral      |            | Edward Clark         | Libéral      |
| 4e Prince       |                       | William MacDougall    | Conservateur |            | Prowse Chappel       | Conservateur |
| 5e Prince       |                       | George McMahon        | Conservateur |            | Alex Campbell        | Conservateur |

### Queens
| Circonscription | Membre de l'assemblée | Membre de l'assemblée | Parti        | Conseiller | Conseiller      | Parti        |
| --------------- | --------------------- | --------------------- | ------------ | ---------- | --------------- | ------------ |
| 1er Queens      |                       | Jean Canfield         | Libéral      |            | Ralph Johnstone | Libéral      |
| 2e Queens       |                       | David Ford            | Libéral      |            | Lloyd MacPhail  | Conservateur |
| 3e Queens       |                       | Horace B. Carver      | Conservateur |            | Fred Driscoll   | Conservateur |
| 4e Queens       |                       | Angus MacLean         | Conservateur |            | Daniel Compton  | Conservateur |
| 5e Queens       |                       | James Matthew Lee     | Conservateur |            | George Proud    | Libéral      |
| 6e Queens       |                       | Barry Clark           | Conservateur |            | John Maloney    | Libéral      |